# Białyszewo
Białyszewo (prononciation : [bjawɨˈʂɛvɔ]) est un village polonais de la gmina de Sierpc dans le powiat de Sierpc de la voïvodie de Mazovie dans le centre-est de la Pologne.
Il se situe à environ 13 km au sud-est de Sierpc (siège du powiat) et à 106 km au nord-ouest de Varsovie (capitale de la Pologne).
Le village compte approximativement une population de 176 habitants en 2006.

## Histoire
De 1975 à 1998, le village appartenait administrativement à la voïvodie de Płock.

Depuis 1999, il appartient administrativement à la voïvodie de Mazovie